# Subdivisões do Suriname
O Suriname está atualmente dividido em dez distritos. A maior parte da população (44,5% dos 541 638 habitantes) vive no distrito de Paramaribo, onde está a capital do país.

## História

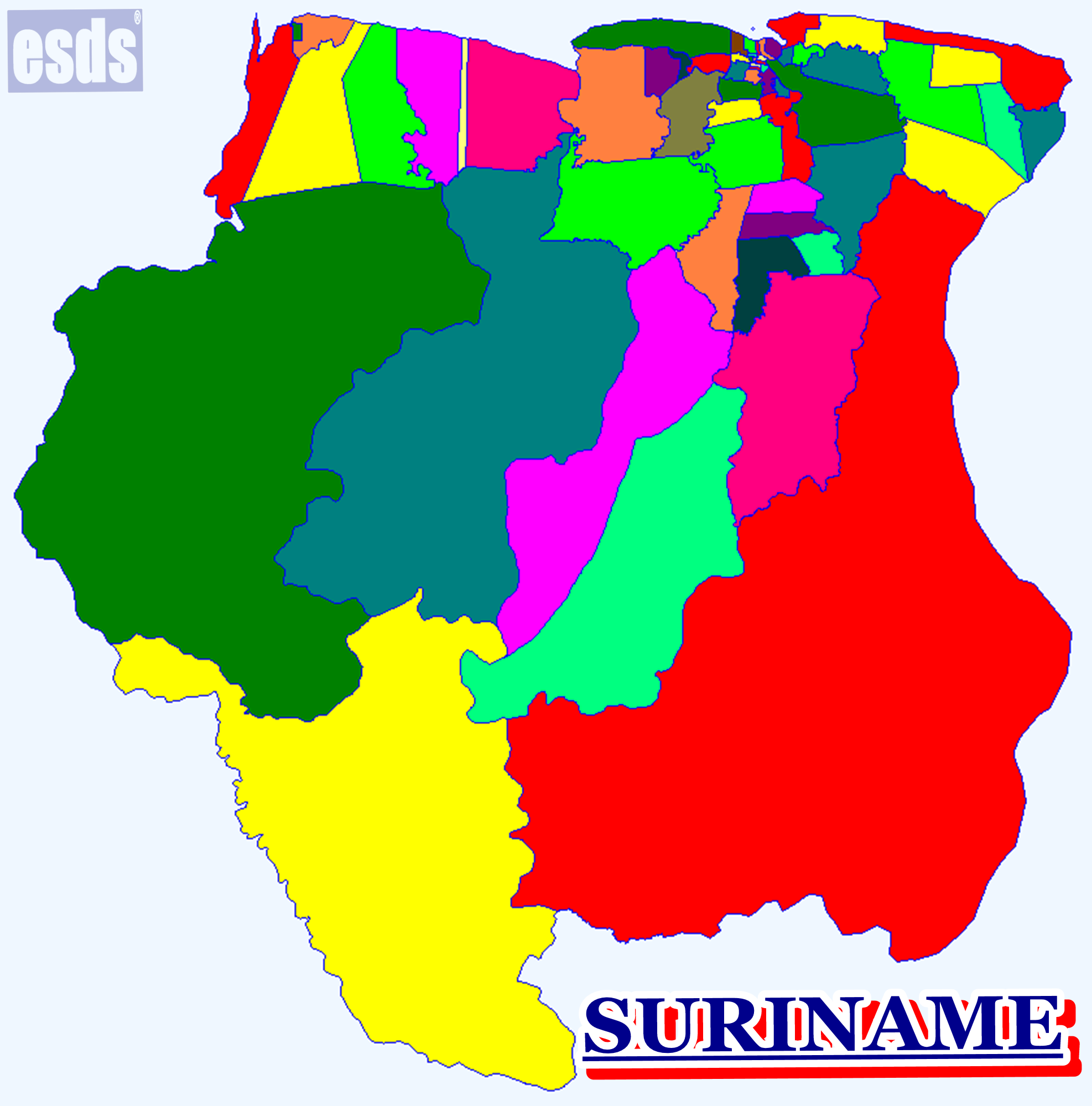
Divisão do Suriname em Localidades.

O Suriname passou por mudanças em sua geopolítica, entre os anos de 1934 e 1985. Todas elas levaram em consideração fatores como expansão habitacional e economia interna, desde que o país era uma colônia neerlandesa até se tornar independente.
Segue-se, abaixo, a linha temporal:
- 10 de agosto de 1934: através de decreto real, o Suriname passou a contar com oito grandes regiões (sendo elas nomeadas como Baixo Commewijne, Baixo Cottica, Matapica, Alto Suriname e Torarica, Alto Commewijne, Alto Cottica e Perica, Saramacca e Pará) e dois distritos (Coronie e Nickerie).
- 1927: o Suriname foi reorganizado em seis distritos rurais (Commewijne, Coronie, Marowijne, Nickerie, Saramacca e Suriname) e um distrito urbano (Paramaribo).
- 29 de dezembro de 1954: o Suriname tornou-se parte integral do território dos Países Baixos, com certa autonomia.
- 1958: a partir da divisão do distrito do Suriname, foi criado o distrito rural de Brokopondo.
- 8 de setembro de 1966: o distrito rural de Pará foi criado a partir da divisão do distrito do Suriname.
- 25 de novembro de 1975: o Suriname tornou-se um país independente.

O Suriname teve a sua geopolítica reorganizada em 1985:
- O distrito do Suriname foi dividido entre os distritos de Commewijne, Pará, Saramacca e o novo distrito de Wanica.
- O distrito de Sipaliwini foi formado a partir de grandes áreas dos distritos de Brokopondo, Marowijne, Nickerie e Saramacca, representando quase 80% do país.
- Outros limites foram ajustados.

## Divisão atual

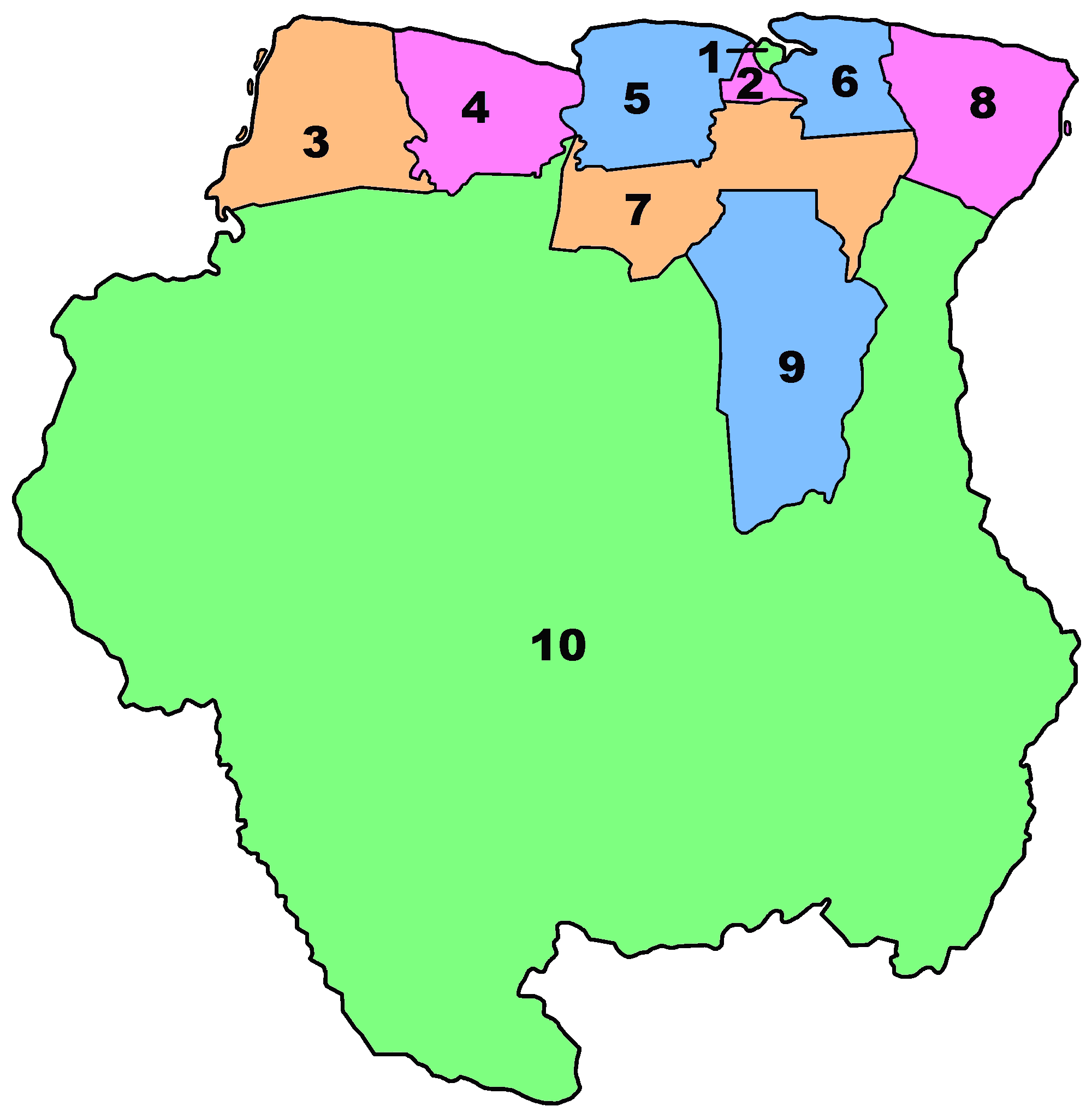
Distritos do Suriname em suas respectivas localizações.

Segue-se a divisão atual dos distritos surinameses. A base está no Censo realizado no país em 2012.
|    | Distrito   | Capital         | Ressortens (Cidades) | Área (km²) | Área (%) | População (total) | População (%) | Dens. Pop. (hab/km²) |
| -- | ---------- | --------------- | -------------------- | ---------- | -------- | ----------------- | ------------- | -------------------- |
|    | SURINAME   | Paramaribo      | 62                   | 163.820    | 100,0    | 541.638           | 100,0         | 3.3                  |
| 1  | Paramaribo | Paramaribo      | 12                   | 182        | 0,1      | 240.924           | 44,5          | 1323.8               |
| 2  | Wanica     | Lelydorp        | 7                    | 443        | 0,3      | 118.222           | 21,8          | 266.9                |
| 3  | Nickerie   | Nieuw-Nickerie  | 5                    | 5.353      | 3,3      | 34.233            | 6,3           | 6.4                  |
| 4  | Coronie    | Totness         | 3                    | 3.902      | 2,4      | 3.391             | 0,6           | 0.9                  |
| 5  | Saramacca  | Groningen       | 6                    | 3.636      | 2,2      | 17.480            | 3,2           | 4.8                  |
| 6  | Commewijne | Nieuw Amsterdam | 6                    | 2.353      | 1,4      | 31.420            | 5,8           | 13.4                 |
| 7  | Pará       | Onverwacht      | 5                    | 5.393      | 3,3      | 24.700            | 4,6           | 4.6                  |
| 8  | Marowijne  | Albina          | 6                    | 4.627      | 2,8      | 18.294            | 3,4           | 4.0                  |
| 9  | Brokopondo | Brokopondo      | 6                    | 7.364      | 4,5      | 15.909            | 2,9           | 2.2                  |
| 10 | Sipaliwini | não há          | 6                    | 130.567    | 79,7     | 37.065            | 6,8           | 0.3                  |

### Ressorts
Os ressorts (em neerlandês: ressorten) surinameses são similares a um município. Constituem-se de um lugar central com assentamentos ao redor, por vezes podendo envolver um bairro. O distrito de Sipaliwini apresenta localidades assim extremamente grandes, uma vez que o interior do país é escassamente habitado.